# دیه‌گو کارلوس
دیه گو کارلوس (انگلیسی: Diego Carlos؛ زادهٔ ۱۵ مارس ۱۹۹۳) بازیکن فوتبال اهل برزیل و بازیکن تیم فوتبال استون ویلا است.
از باشگاه‌هایی که در آن بازی کرده‌است می‌توان به باشگاه فوتبال سائو پائولو اشاره کرد.

## افتخارات
سویا
- لیگ اروپا: ۲۰–۲۰۱۹[۱]